# Бонкур ле Боа
Бонкур ле Боа (фр. Boncourt-le-Bois) насеље је и општина у источном делу централне Француске у региону Бургоња, у департману Златна обала која припада префектури Бон.
По подацима из 2011. године у општини је живело 283 становника, а густина насељености је износила 37,34 становника/km². Општина се простире на површини од 7,58 km². Налази се на средњој надморској висини од 230 метара (максималној 247 m, а минималној 200 m).

## Демографија
| 1962. | 1968. | 1975. | 1982. | 1990. | 1999. | 2011. |
| ----- | ----- | ----- | ----- | ----- | ----- | ----- |
| 92    | 123   | 149   | 154   | 205   | 213   | 283   |

График промене броја становника у току последњих година